# Dalbergia rufa
Dalbergia rufa är en ärtväxtart som beskrevs av George Don jr. Dalbergia rufa ingår i släktet Dalbergia, och familjen ärtväxter. Inga underarter finns listade i Catalogue of Life.